# Figlie di Sant'Eusebio
Le Figlie di Sant'Eusebio sono un istituto religioso femminile di diritto pontificio.

## Storia
La congregazione venne fondata a Vercelli il 29 marzo 1899 da Dario Bognetti e da Eusebia Arrigoni per l'assistenza ai disabili gravi, che non trovavano ricovero presso altri istituti.
Le Figlie di Sant'Eusebio, così chiamate in onore al santo patrono di Vercelli, ottennero l'approvazione diocesana il 14 dicembre 1900; ricevettero il pontificio decreto di lode il 13 maggio 1950 e l'approvazione definitiva della Santa Sede il 24 maggio 1958.
La loro prima filiale all'estero venne aperta in Kenya nel 1969.

## Attività e diffusione
Le Figlie di Sant'Eusebio si dedicano particolarmente all'assistenza a invalidi e anziani.
Oltre che in Italia, sono presenti in Brasile e Perù; la sede generalizia è a Vercelli.
Alla fine del 2008 la congregazione contava 102 religiose in 16 case.